# Clouange
 Clouange  es una población y comuna francesa, en la región de Lorena, departamento de Mosela, en el distrito de Thionville-Ouest y cantón de Moyeuvre-Grande.

## Demografía
| 3454 | 4678 | 4120 | 4321 | 3713 | 3643 |
| Para los censos de 1962 a 1999 la población legal corresponde a la población sin duplicidades (Fuente: INSEE [Consultar]) |      |      |      |      |      |